# Noruega en los Juegos Olímpicos de Grenoble 1968
Noruega estuvo representada en los Juegos Olímpicos de Grenoble 1968 por un total de 65 deportistas que compitieron en 8 deportes.  
El portador de la bandera en la ceremonia de apertura fue el saltador en esquí Bjørn Wirkola.

## Medallistas
El equipo olímpico noruego obtuvo las siguientes medallas:
| Nombre                                                    | Deporte               | Competición       |
| --------------------------------------------------------- | --------------------- | ----------------- |
| Oro                                                       |                       |                   |
| Magnar Solberg                                            | Biatlón               | 20 km M           |
| Harald Grønningen                                         | Esquí de fondo        | 30 km M           |
| Ole Ellefsæter                                            | Esquí de fondo        | 50 km M           |
| Odd Martinsen Pål Tyldum Harald Grønningen Ole Ellefsæter | Esquí de fondo        | 4 × 10 km M       |
| Babben Enger-Damon Inger Aufles Berit Mørdre              | Esquí de fondo        | 4 × 3 km F        |
| Fred Anton Maier                                          | Patinaje de velocidad | 5000 m M          |
| Plata                                                     |                       |                   |
| Ola Wærhaug Olav Jordet Magnar Solberg Jon Istad          | Biatlón               | 4 × 7,5 km M      |
| Odd Martinsen                                             | Esquí de fondo        | 30 km M           |
| Berit Mørdre                                              | Esquí de fondo        | 10 km F           |
| Magne Thomassen                                           | Patinaje de velocidad | 500 m M           |
| Ivar Eriksen                                              | Patinaje de velocidad | 15000 m M         |
| Fred Anton Maier                                          | Patinaje de velocidad | 10 000 m M        |
| Bronce                                                    |                       |                   |
| Inger Aufles                                              | Esquí de fondo        | 10 km F           |
| Lars Grini                                                | Saltos en esquí       | Trampolín largo M |